# Стовпець-Букачі
Стовпець-Букачі (також — Букачі, Букачі-Стовпець, рос. дореф. Букачи, Стовпецъ, пол. Bukacze) — колишня колонія (слобода) у Потіївській волості Радомисльського повіту Київської губернії та Потіївській сільській раді Потіївського району Малинської, Коростенської і Волинської округ.

## Населення
У середині 19 століття кількість населення становила 50 осіб, наприкінці 19 століття — 62 особи, з них 30 чоловіків та 32 жінки, дворів — 7, або 12 дворів та 79 мешканців.

## Історія

Букачі на мапі Шуберта, 1867 р.

Букачі на мапі Стрельбицького, 1917 р.

У середині 19 століття — південна частина села Потіївка Потіївської волості Радомисльського повіту Київської губернії. Належала, разом із сільцем Дубовик, Станіславові Хронстовському.
Наприкінці 19 століття — власницьке сільце Потіївської волості Радомисльського повіту Київської губернії. Відстань до повітового центру, м. Радомисль, де розміщувалася також найближча поштово-телеграфна станція — 23 версти, до найближчої залізничної станції Житомир — 50 верст, до найближчої поштової (земської) станції в Облітках — 6 верст. Основним заняттям мешканців було рільництво. У поселенні числилося 22 десятини землі, яка належала місцевій селянській спілці. Застосовували трипільну сівозміну.
За Географічним словником Польського Королівства — слобода Потіївської волості Радомисльського повіту; лежала за 22 версти від Радомисля, над річкою Кошарня. Становила південну частину Потіївки, належала до православної парафії у Потіївці.
У 1923 році увійшла до складу новоствореної Потіївської сільської ради, яка, 7 березня 1923 року, включена до складу новоутвореного Потіївського району Малинської округи.
Знята з обліку населених пунктів до 1 жовтня 1941 року.